# Термоэлектрический холодильник
Термоэлектрический холодильник — холодильное устройство (холодильник) на основе использования эффекта Пельтье. Роль рабочего вещества по переносу тепла играет постоянный электрический ток. Холодные спои термобатареи (элемент Пельтье) помещаются в охлаждаемой среде, а горячие снаружи.
Преимуществами термоэлектрических холодильников являются: отсутствие жидких и газообразных хладагентов, движущихся и трущихся частей, бесшумность работы (не относится к моделям с вентиляторами для рассеивания тепла от термобатареи), возможность точного регулирования температуры и теплопроизводительности путём варьирования величины тока и надёжность, устойчивость работы при динамических нагрузках, кренах и вибрации.
Термоэлектрические холодильники получили широкое распространение на автотранспорте.